# Перисад III

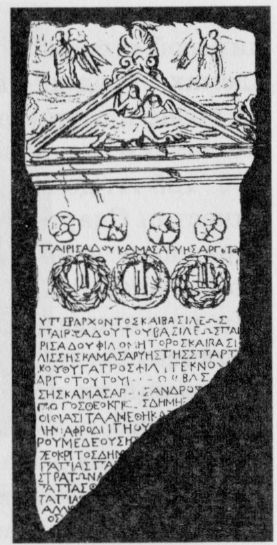
Посвятительная стела Афродите Урании при царе Перисаде, царице Камасарии и скифском вожде (царе) Арготе. II в. до н. э.

Перисад III (точные даты рождения и смерти неизвестны; II век до н. э.) — царь (базилевс) Боспорского царства из династии Спартокидов. Сын Левкона II.

## Биография

### Даты правления
Относительно времени правления Перисада III мнения учёных расходятся.
Из одной надписи, найденной в святилище Аполлона в Дидиме близ Милета, известно, что в 178—176 годах до н. э. Камасария, жена Перисада III, сделала какие-то посвящения. В почетном декрете из Дельф, датируемом приблизительно 170 годом до н. э., вынесена ей благодарность за дары. Исходя из этих дат считается, что Камасария какое-то время правила единолично, потом была соправительницей своего мужа и сына, пока не вышла замуж за Аргота, упомянутого в синхронной боспорской надписи. Следуя этой версии, Перисад III правил приблизительно до 150 года до н. э.
По другой версии, не упоминание имени мужа Камасарии, скорее всего свидетельствует о том, что Перисада III к тому времени уже не было в живых. Следовательно, он правил приблизительно в 185/180—178 годах до н. э.
Согласно понтийско-эллинистической традиции, Камасария и Перисад в греческих надписях наделены эпитетами Филотекна и Филометор (буквально, «любящая сына» и «любящий мать»).

### Денежные преобразования и дальнейший упадок Боспора
К правлению Перисада III относят первый выпуск золотых статеров лисимаховского типа с именем царя Перисада — ВАΣIΛΣΩΣ ПАIPIΣAΔOΥ.
Многочисленные засухи и войны — две взаимосвязанные причины, из-за которых города теряли свои хоры, а кочевники начали перемещаться по степным просторам поближе к античным городам в поисках добычи и взимания дани с обедневших греков. Резкое сокращение вывоза хлеба и соответственно поступлений в казну привело к тому, что Боспор был вынужден искать поддержки против варваров в других районах античного мира и привлекать на военную службу наёмников. Не исключено, что расширение контактов боспорских царей с другими эллинистическими государствами, в частности, с Родосом и особенно Египтом, в то время было обусловлено желанием получить финансовую поддержку, так как объёмы торговли Боспора с Египтом были не велики.